# سوني للبرمجيات الإبداعية
سوني للبرمجيات الإبداعية (بالإنجليزية: Sony Creative Software)‏ (سابقا سوني للبرمجيات الإعلامية عندما استحوذت شركة سوني على شركة سونيك فاوندري) هي شركة تابعة لشركة سوني، تركز بشكل أساسي على إنتاج البرمجيات الإعلامية الداعمة لأعمال سوني. وبالإضافة إلى ذلك، فإنها تنتج سلسلة من الإضافات والمؤثرات الصوتية. والوسائل الإعلامية الأخرى لاستخدامها في برامجهم الخاصة.